# Użhorod II
Użhorod II, Użhorod-2 (ukr. Ужгород II) – stacja kolejowa w miejscowości Mynaj, w rejonie użhorodzkim, w obwodzie zakarpackim, na Ukrainie. Położona jest na linii Użhorod – granica państwowa ze Słowacją.